# Kisapold község
Kisapold község (románul: Comuna Apoldu de Jos) község Szeben megyében, Romániában. Központja Kisapold, beosztott falva Kisenyed.

## Fekvése
Szeben megye keleti részén helyezkedik el, Nagyszebentől 40 kilométerre, a Székás-patak völgyében. 

## Népessége
1850-től a népesség alábbiak szerint alakult:
| Lakosok száma | 2868 | 2701 | 3217 | 3388 | 3367 | 2150 | 1585 | 1525 | 1350 | 1184 |
|               | 1850 | 1880 | 1900 | 1920 | 1941 | 1977 | 1992 | 2002 | 2011 | 2021 |

A 2011-es népszámlálás adatai alapján a község népessége 1350 fő volt, melynek 95,63%-a román és 1,48%-a roma. Vallási hovatartozás szempontjából a lakosság 96,81%-a ortodox.

## Nevezetességei
A község területéről az alábbi épületek szerepelnek a romániai műemlékek jegyzékében:
- a kisapoldi Szent János evangélista fatemplom(wd) (LMI-kódja SB-II-m-B-12311)
- a kisenyedi Szent Mihály és Gábriel arkangyalok fatemplom (wd) (SB-II-m-B-12542)

## Híres emberek
- Kisenyeden született Farkas Sándor reformkori politikus, 1848–49-ben vésztörvényszéki bíró.